# 2010年夏季青年奧林匹克運動會馬術比賽
2010年夏季青年奧林匹克運動會馬術比賽於8月18日至8月24日在新加坡騎術中心舉行。賽事僅設場地障礙賽，共會產生兩面金牌。參賽的運動員必須於1992年1月1日至1993年12月31日前出生。此後，運動員所用的馬匹會由大會提供，而非運動員自備。

## 各項成績
| 項目         | 金牌 | 银牌 | 铜牌 |
| 個人（詳細） | 乌拉圭 · 芝里科 | 哥伦比亚 · 加姆博亚 | 沙烏地阿拉伯 · 马哈斯 |
| 團體（詳細） | 混合代表隊 Europe · 瑞士 · Martin FUCHS · 波蘭 · Wojciech DAHLKE · 義大利 · Valentina ISOARDI · 英国 · Carian SCUDAMORE · 比利时 · Nicola PHILIPPAERTS | 混合代表隊 Australasia · 香港 · 赖倩敏 · 新西兰 · Jake LAMBERT · 中国 · 徐正阳 · 阿曼 · Sultan AL TOOQI · Thomas McDERMOTT | 混合代表隊 Africa · 辛巴威 · Yara HANSSEN · 阿尔及利亚 · Zakaria HAMICI · 利比亞 · Abduladim MLITAN · 埃及 · Mohamed ABDALLA · 南非 · Samantha McINTOSH |